# Senegal op de Olympische Winterspelen 1992
Tijdens de Olympische Winterspelen van 1992, die in Albertville (Frankrijk) werden gehouden, nam Senegal voor de tweede keer deel.

## Deelnemers en resultaten

### Alpineskiën
| Olympiër       | Discipline       | Resultaat | Prestatie                                   |
| -------------- | ---------------- | --------- | ------------------------------------------- |
| Alphonse Gomis | afdaling (m)     | dnf       | opgave                                      |
| Alphonse Gomis | super g (m)      | dnf       | opgave                                      |
| Alphonse Gomis | reuzenslalom (m) | 74e       | 2.48,08 (+41,10) 1.24,29+1.23,79            |
| Alphonse Gomis | slalom (m)       | dnf-1     | opgave run 1                                |
| Alphonse Gomis | combinatie (m)   | dnf-s1    | opgave slalom run 1 afdaling: 2.00,56       |
| Lamine Guèye   | afdaling (m)     | 45e       | 2.12,84 (+22,47)                            |
| Lamine Guèye   | super g (m)      | 78e       | 1.29,18 (+16,14)                            |
| Lamine Guèye   | reuzenslalom (m) | 66e       | 2.44,98 (+38,00) 1.21,60+1.23,38            |
| Lamine Guèye   | slalom (m)       | dnf-2     | opgave run 2 1.10,90+dnf                    |
| Lamine Guèye   | combinatie (m)   | dns-s1    | niet gestart slalom run 1 afdaling: 2.02,38 |

Algerije · Amerikaanse Maagdeneilanden · Andorra · Argentinië · Australië · België · Bermuda · Bolivia · Brazilië · Bulgarije · Canada · Chili · China · Chinees Taipei · Costa Rica · Cyprus · Denemarken · Duitsland · Estland · Filipijnen · Finland · Frankrijk · Gezamenlijk team · Griekenland · Groot-Brittannië · Honduras · Hongarije · Ierland · IJsland · India · Italië · Jamaica · Japan · Joegoslavië · Kroatië · Letland · Libanon · Liechtenstein · Litouwen · Luxemburg · Marokko · Mexico · Monaco · Mongolië · Nederland · Nederlandse Antillen · Nieuw-Zeeland · Noord-Korea · Noorwegen · Oostenrijk · Polen · Puerto Rico · Roemenië · San Marino · Senegal · Slovenië · Spanje · Swaziland · Tsjecho-Slowakije · Turkije · Verenigde Staten · Zuid-Korea · Zweden · Zwitserland